# Passerelle aéroportuaire
Pour les articles homonymes, voir Passerelle.

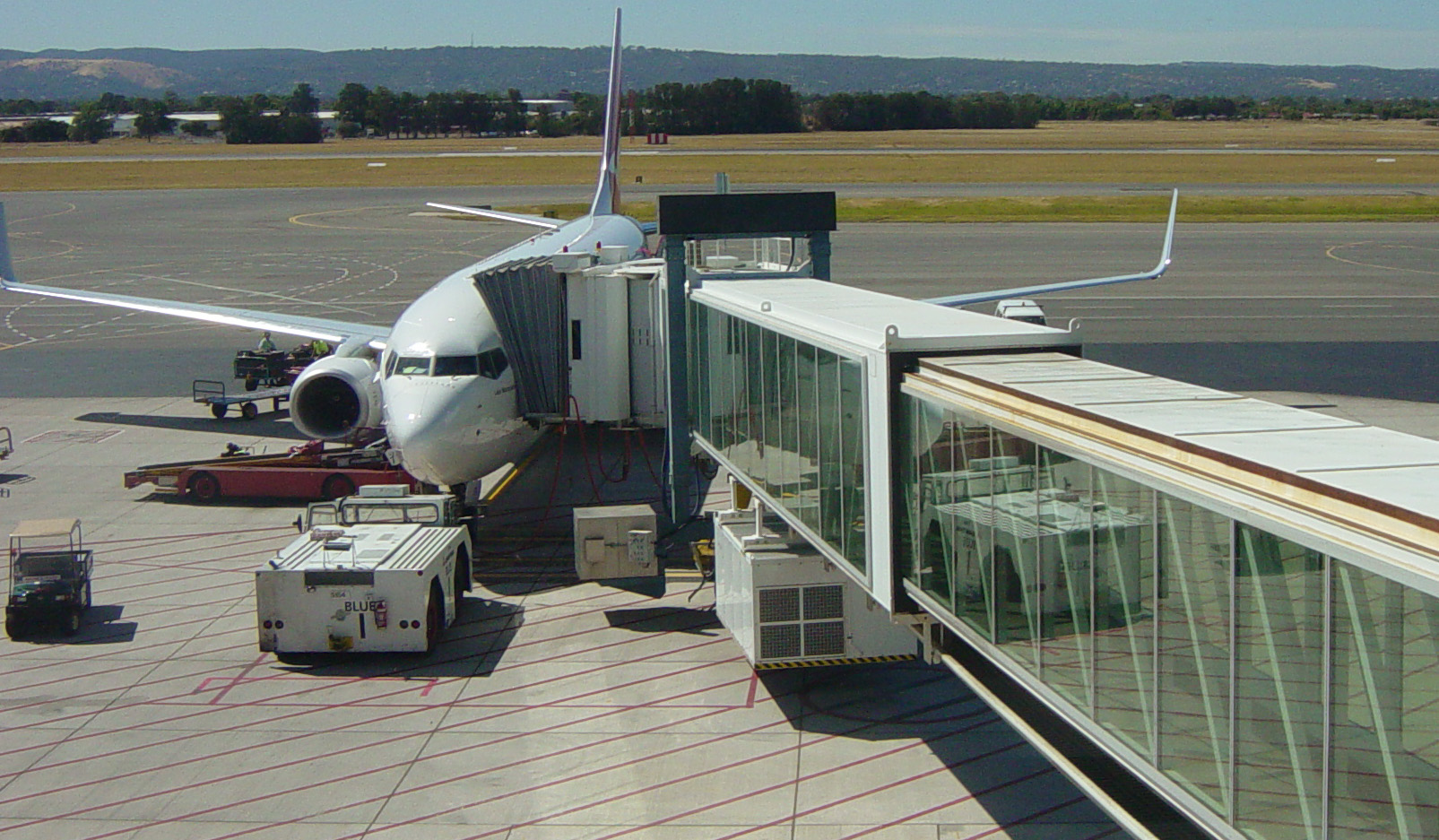
Passerelle aéroportuaire à l'aéroport international d'Adélaïde

Une passerelle aéroportuaire ou passerelle d'embarquement (en anglais : Passenger Boarding Bridge) ou passerelle passagers est un passage fermé et ajustable reliant un aéronef à une aérogare et permettant ainsi aux passagers de gagner l'aéronef, respectivement le terminal, sans devoir escalader des escaliers depuis le sol, et sans avoir à subir les caprices de la météo.
Le plus souvent, les salles d'embarquement comprennent une seule passerelle, mais certaines salles en ont deux pour desservir de plus gros porteurs (Boeing 747, Boeing 777, Boeing 787, Airbus A330 ou Airbus A340), voire trois passerelles pour accueillir l'Airbus A380.
La première passerelle aéroportuaire entra en service à l'aéroport international de San Francisco le 29 juillet 1959.

## Description
Il s'agit d'une passerelle télescopique et orientable, reliée à une extrémité à l'aérogare, à proximité de la salle d'embarquement, et équipée à l'autre extrémité d'un bourrelet en caoutchouc qui s'appuie contre la carlingue de l'avion de ligne se trouvant sur l'aire de stationnement. Cette même extrémité est équipée d'un pupitre de commande permettant de diriger la passerelle à l'aide d'une roulette, et de régler la hauteur de l'accès selon le type d'avion via un vérin.
Certaines passerelles sont vitrées et permettent aux passagers de voir le tarmac, d'autres sont fermées et peuvent servir de support publicitaire.

Schéma de passerelle
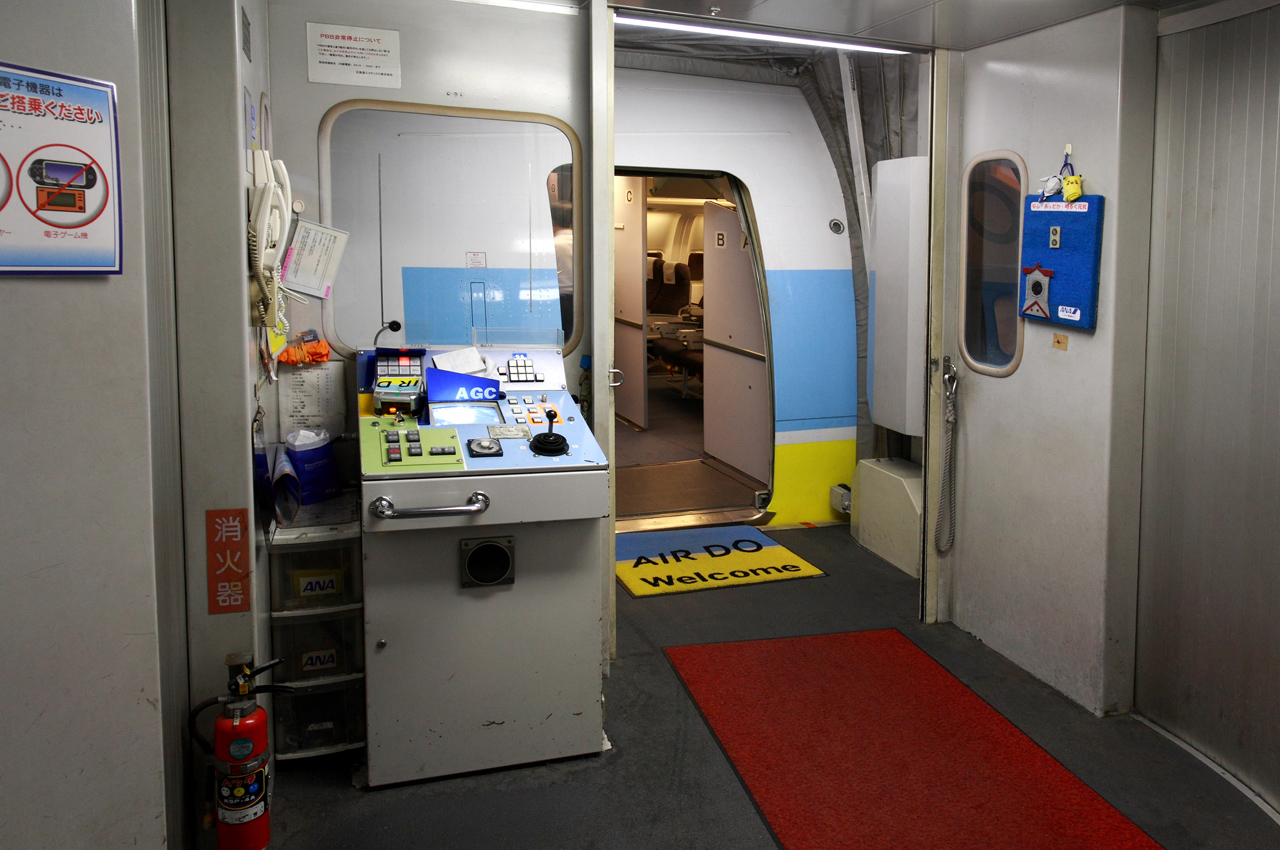
Pupitre de commande
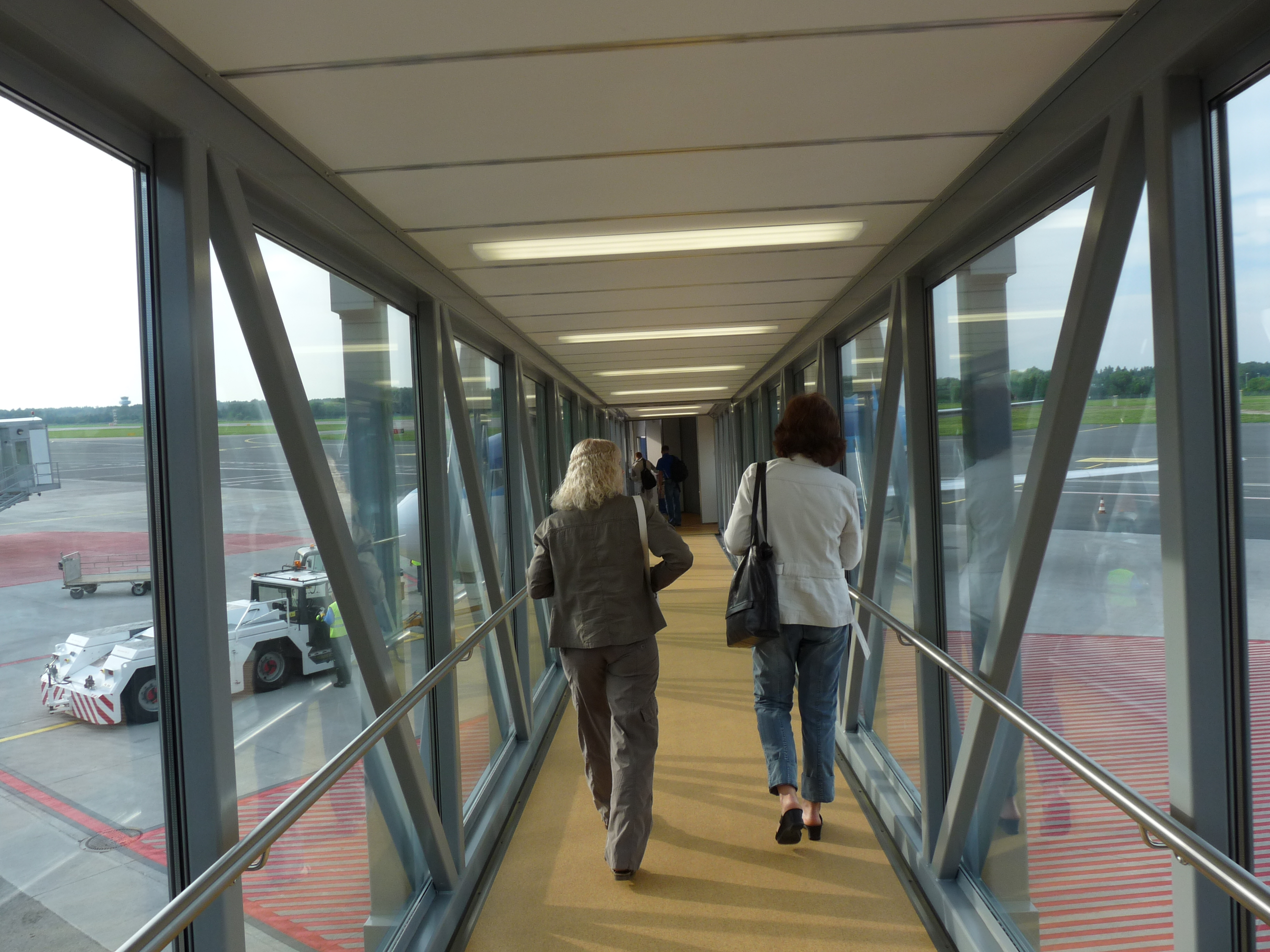
Passerelle vitrée
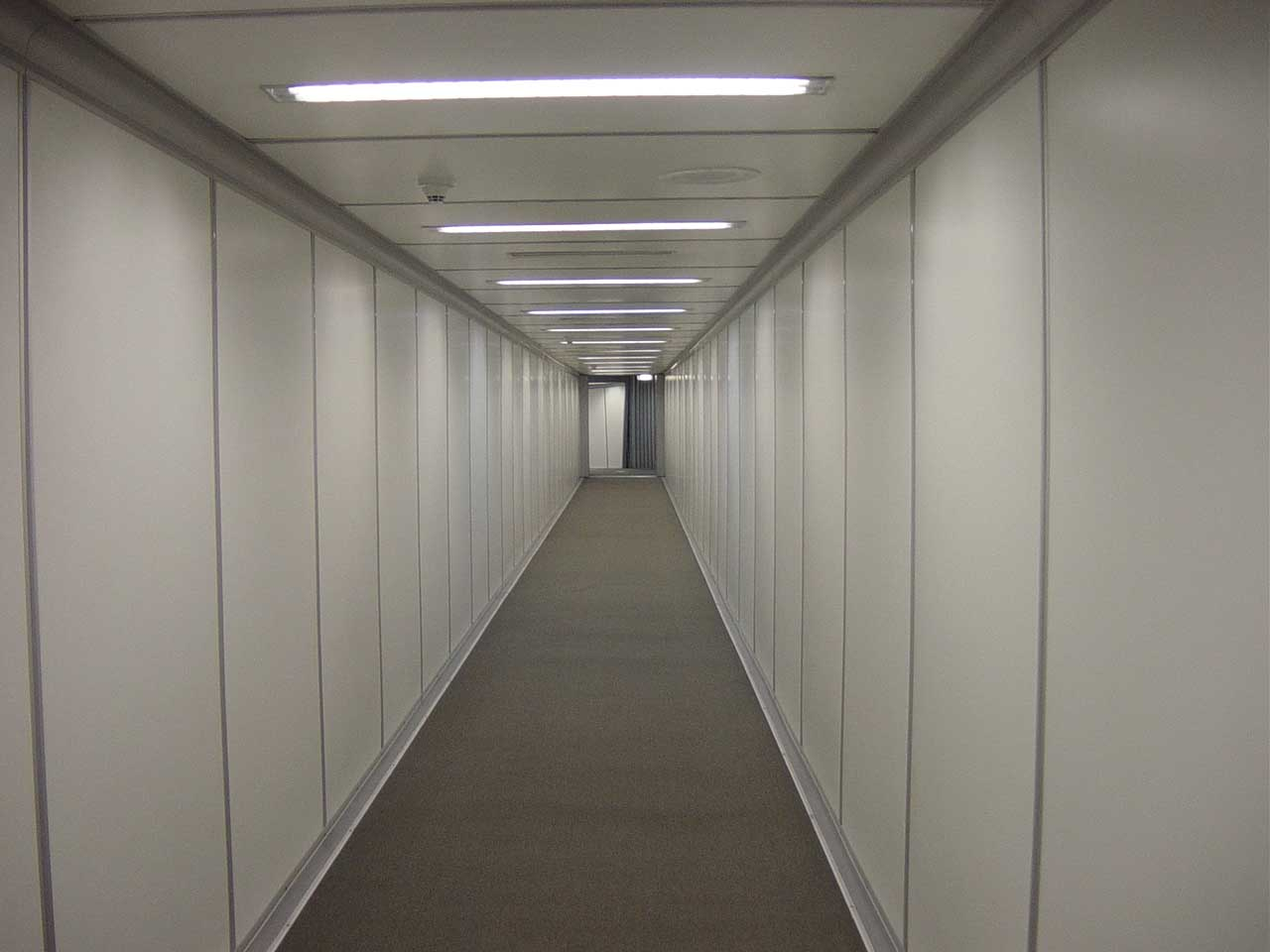
Passerelle fermée
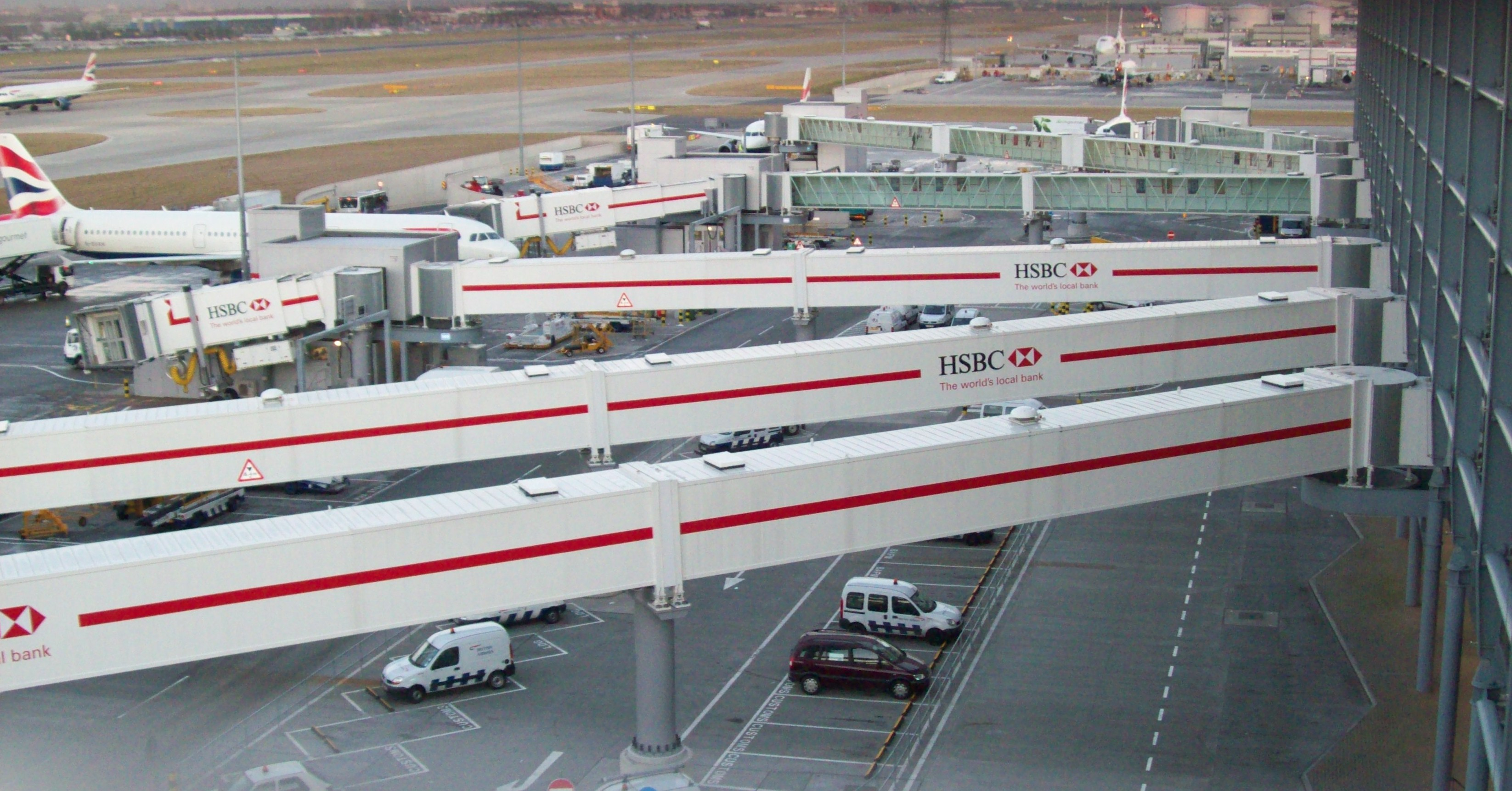
Publicités HSBC à Londres Heathrow

## Passerelle mobile

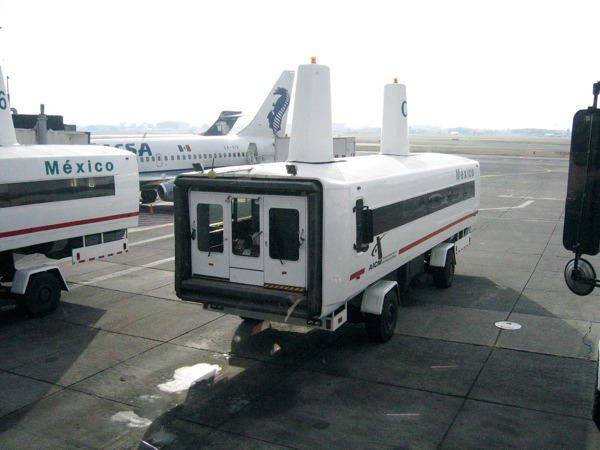
Passerelles mobiles à l'aéroport de Mexico

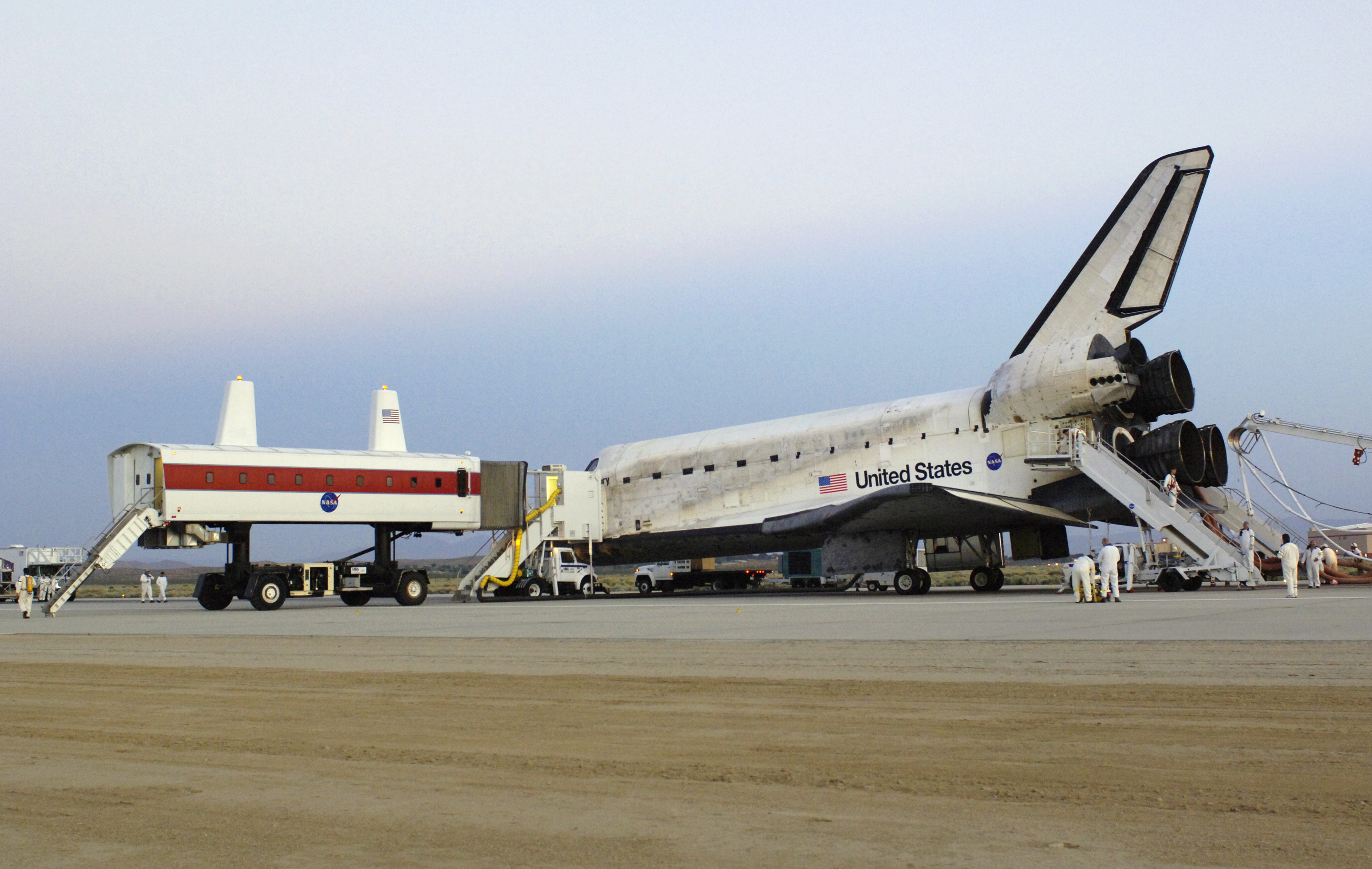
Passerelle mobile en position haute, à Edwards AFB, avec la navette Discovery

Certains aéroports ont opté pour un système de passerelles mobiles ou salles mobiles en anglais : mobile lounge, sorte de bus monté sur vérins, ce qui permet de stationner les avions à une plus grande distance de l'aérogare.
De telles passerelles mobiles sont (ou ont été) en service dans les aéroports de :
- Paris-Charles-de-Gaulle ( France) ;
- Mexico-Benito Juárez ( Mexique) ;
- Montréal-Mirabel ( Canada) ;
- Montréal-Trudeau ( Canada) ;
- Washington-Dulles ( États-Unis).

La NASA a aussi eu recours à de tels engins sur la base d'Edwards.